# Эрбай, Сабиха
Сабиха Гёкчюль Эрбай (1900 — 31 августа 1998) — турецкий педагог и политик. Одна из первых 18 женщин, избранных в парламент Турции.

## Биография
Родилась в Бергаме в семье Азиза и Надире. Окончила педагогический колледж, в 1919 году — педагогический лицей.
После принятия в 1934 году закона о фамилиях взяла фамилию «Гёкчюль». В 1943 году вышла замуж за Мустафу Ульви Эрбая.

### Карьера
С сентября 1919 года преподавала турецкий язык в женском лицее в Эдирне. В связи с событиями, приведшими к падению Османской империи 21 июня 1920 года вынуждена была прервать преподавательскую деятельность.
С 22 октября 1923 года преподавала турецкий язык в женском лицее в Измире. С февраля по октябрь 1924 года преподавала там же педагогику, одновременно с этим занимала должность заместителя директора. После этого была назначена директором педагогического лицея в Стамбуле, также преподавала там немецкий язык. В сентябре 1925 года вернулась на работу в женский лицей в Измире. До мая 1927 года преподавала там турецкий язык, затем преподавала там же турецкую литературу. В феврале 1935 году ушла с должности, чтобы заняться политикой.
В ходе реформ Ататюрка были расширены права женщин, в 1934 году они получили право голосовать и быть избранными в парламент. После этого Эрбай решила попробовать себя в политике, для этого ей пришлось уволиться с должности учительницы. В 1935 году Сабиха Эрбай была избрана членом Великого национального собрания от республиканской народной партии. В течение года занимала должность секретаря в президиуме. В течение трёх последующих лет входила в состав парламентского комитета по сборам и монополиям.
Повторно баллотировалась в парламент в 1939 году, но не была избрана. После этого вернулась к преподавательской деятельности. С июня 1939 года по август 1941 года преподавала турецкую литературу в стамбульском лицее Эренкёй.
В 1941 году была избрана в парламент от ила Самсун, переизбрана в 1943 году. В 1946 году оставила политику. С февраля 1947 года по октябрь 1948 года преподавала турецкую литературу в анкарском лицее Гази.
Умерла 31 августа 1998 года.